# جوزيف فرنسيس دونيلي
جوزيف فرنسيس دونيلي (بالإنجليزية: Joseph Francis Donnelly)‏ هو كاهن كاثوليكي أمريكي، ولد في 1 مايو 1909 في نورويتش في الولايات المتحدة، وتوفي في 30 يونيو 1977 في نيو هيفن في الولايات المتحدة.